# Marcia Strassman
Marcia Strassman (Nueva York, Nueva York, 28 de abril de 1948 - Los Ángeles, California, 25 de octubre de 2014) fue una cantante y actriz de cine, teatro y televisión estadounidense.

## Carrera
Strassman nació en una familia de cuatro hermanos (Julie, Steven) en la ciudad de Nueva York en Estados Unidos. Ya de adolescente trabajó un tiempo como modelo en un local de tiendas para niños.
Con su modelado natural y un talento como cantante, Marcia se encontró en un show de Broadway a la edad de 15 años tras reemplazar a la actriz Liza Minnelli cuando esta última contaba con 17 años de edad en el musical Best Foot Forward.

## Música
En abril de 1967, trató de lanzar una carrera como cantante al grabar con Jerry Goldstein y Lord Tim Hudson la canción The Flower Children.

## Papeles en televisión
De allí en adelante se aventuró con una serie de roles, irrumpiendo en la pantalla chica, con populares papeles como el de la enfermera del ejército en la primera temporada de la serie M.A.S.H. en 1972. Luego vendría su papel más recordado en televisión, el de la esposa de Gabe Kaplan en la popular comedia Welcome Back, Kotter (1975-1979) en cuatro temporadas. A pesar de su constante labor en esta serie, Marcia estaba bastante desilusionada de la baja repercusión de su papel Julie Kotter.

## El cine
En cine es especialmente recordada por su papel de la tierna madre Diane Szalinski en Honey, I Shrunk the Kids (Cariño, he encogido a los niños) de 1989 , y en su secuela de 1992, Honey, I Blew Up the Kid (Cariño, he agrandado al niño), ambas junto al actor cómico Rick Moranis.

## Actividades benéficas
Paralelamente a su carrera como artista, Strassman tuvo activas participaciones solidarias involucrada en causas, incluyendo Caminatas por el sida, DCC teléfono banco, eventos para Niños del martes (organización de los niños con sida) y el Centro de Cáncer de Mama (UCLA).

## Vida privada
Estuvo casada con el director y guionista Robert Collector desde 1984 hasta 1989, con quien tuvo a su única hija Elizabeth en 1987.

## Enfermedad y muerte
En marzo de 2007, Marcia Strassman fue diagnosticada con cáncer de mama avanzado que se había extendido a sus huesos. Siete años después del diagnóstico, Marcia murió el sábado 25 de octubre de 2014 a los 66 años de edad en su casa de Sherman Oaks en la ciudad de Los Ángeles (California). Su hermana, Julie Strassman anunció su muerte e indicó en un comunicado de prensa “Le dieron dos años y medio de vida, pero duró mucho más. Era muy valiente”.

## Filmografía
- 1969: Changes.
- 1972: Wednesday Night Out.
- 1975: Journey from Darkness.
- 1976: Brenda Starr.
- 1977: The Love Boat II.
- 1980: Once Upon a Family.
- 1980: Brave New World.
- 1981: Likely Stories, Vol.1.
- 1982: Soup for One.
- 1985: The Aviator.
- 1987: Haunted by Her Past.
- 1989: Honey, I Shrunk the Kids.
- 1991: Fast Getaway.
- 1991: And You Thought Your Parents Were Weird.
- 1992: Honey, I Blew Up the Kid.
- 1992: Mastergate.
- 1993: Another Stakeout.
- 1994: Honey, I Shrunk the Audience  (cortometraje).
- 1995: Family Reunion: A Relative Nightmare.
- 1995: Cops n Roberts.
- 1996: Earth Minus Zero.
- 2002: Huracán.
- 2003: The Movie Hero.
- 2003: Power Play.
- 2005: Reeker.
- 2014: Looking for Mr. Right.

## Televisión
- 1964-1965: Patty Duke.
- 1967: Ironside (serie de televisión)|Ironside.
- 1972-1973: M.A.S.H..
- 1973: Love Story.
- 1974: Police Story (serie cinematográfica)|Police Story.
- 1974: Marcus Welby.
- 1975-1979: Welcome Back, Kotter
- 1976: City of Angels.
- 1978: The Love Boat.
- 1978: La isla de la fantasía.
- 1979: Time Express .
- 1979: The Rockford Files.
- 1980: Good Time Harry.
- 1982: Magnum P.I. .
- 1983: At Ease.
- 1984: E/R.
- 1985: Shadow Chasers.
- 1987: Stingray.
- 1987: Amazing Stories.
- 1987: I Married Dora.
- 1988: ABC Afterschool Specials.
- 1988: CBS Summer Playhouse.
- 1989: TV 101.
- 1989: Booker.
- 1992: Civil Wars.
- 1994: Phenom.
- 1994: Sweet Justice.
- 1995: Touched by an Angel.
- 1995: Charlie Grace .
- 1995: Crazy Love .
- 1995-1997: Aaahh!!! Real Monsters.
- 1996: Murder, She Wrote.
- 1996: The Rockford Files: Friends and Foul Play.
- 1996: Highlander.
- 1997: L.A. Heat.
- 1997: Tracey Takes On....
- 1997: Rugrats.
- 1997: Baywatch.
- 1999: Odd Man Out.
- 2000: Noah Knows Best.
- 2001-2002: Providence.
- 2003: Tremors.
- 2004: Third Watch.
- 2006: Twenty Good Years.[3]

## Teatro
- Best Foot Forward
- Beauty and the Beast (1998)